# 1501年
| 千纪： | 2千纪 |
| 世纪： | 15世纪 \| 16世纪 \| 17世纪                                                                                 |
| 年代： | 1470年代 \| 1480年代 \| 1490年代 \| 1500年代 \| 1510年代 \| 1520年代 \| 1530年代                           |
| 年份： | 1496年 \| 1497年 \| 1498年 \| 1499年 \| 1500年 \| 1501年 \| 1502年 \| 1503年 \| 1504年 \| 1505年 \| 1506年 |
| 纪年： | 辛酉年（鸡年）；明弘治十四年；越南景統四年；日本明應十年，文龜元年                                         |

## 大事记
- 亞拉岡與卡斯提亞國王斐迪南二世與法國國王路易十二簽訂秘密條約瓜分那不勒斯。
- 切薩雷·波吉亞征服弗利、佩薩羅、裡米尼、法恩紮並且被封為羅馬涅公爵。
- 亚美利哥探巴西海岸。
- 巴拿马成为西班牙殖民地。
- 巴塞尔和沙夫豪森加入瑞士。
- 直布罗陀归入西班牙。
- 苏孟凯造反。
- 米开朗基罗开始雕刻大卫像。
- 伊斯瑪儀一世在亞塞拜然起兵推翻土庫曼人建立的白羊王朝，定都大不里士，开创萨菲王朝。

## 各国领袖

### 非洲
- 埃塞俄比亚 - 纳奥德，埃塞俄比亚皇帝，1494年－1508年
  - 阿达利苏丹国 - 穆罕默德·伊本·爱资哈尔丁，阿达利苏丹国苏丹，1488年－1518年
- 埃及
  1. 阿什拉夫·詹巴拉特，马木路克苏丹，1500年－1501年
- 摩洛哥 - 阿布·扎卡里亚·穆罕默德·塞义赫·马赫迪，摩洛哥苏丹，1472年－1505年
- 刚果王国 - 若昂一世，刚果国王，1470年－1509年
- 桑海帝国 - 阿斯基亚·穆罕默德一世，桑海帝国国王，1493年－1528年
- 布干达 - 基加拉，布干达国王，约1474年－约1501年
- 贝宁王国 - 奥佐鲁阿，贝宁国王，1480年－1504年
- 马里王国 - 曼萨·马哈茂德二世或曼萨·马哈茂德三世（具体是谁无法确定），马里国王，具体在位时间不详

### 美洲
- 阿兹台克帝国 - 阿维特佐特尔，阿兹台克国王，1486年－1502年
- 特克斯科科 - 内扎瓦尔皮利，特克斯科科国王，1472年－1515年
- 印加帝国 - 瓦伊纳·卡帕克，印加国王，1493年－1527年

### 亞洲
- 中國（明朝）- 明孝宗，明朝皇帝，1487年－1505年
- 朝鮮（朝鮮王朝）- 燕山君李隆，1494年－1506年
- 日本
  1. 后柏原天皇，日本天皇，1500年－1526年
- 印度
- 伊朗

### 歐洲
- 拜占庭帝国 - 查士丁尼一世，拜占庭帝国皇帝，527年－565年
- 东哥特王国 - 阿塔拉里克，东哥特国王，526年－534年
- 西哥特王国 - 阿马拉里克，西哥特国王，526年－531年
- 神圣罗马帝国
  - 萨克森
    - 恩斯特系 - 腓特烈三世，萨克森选侯，1486年－1525年
    - 阿尔布雷希特系
      1. 阿尔布雷希特五世，萨克森公爵，1486年－1500年
      2. 乔治，萨克森公爵，1500年－1539年
- 意大利
  - 米兰（两君对立）
    1. 路多维科·斯福尔扎，米兰公爵，1494年－1499年，1500年
    2. 路易十二，米兰公爵，1499年－1511年

  - 巴黎和奥尔良 - 希尔德贝尔一世，524年－558年
  - 兰斯 - 提奥多里克一世，511年－534年－

## 出生
- 吳承恩，<<西遊記>>作者（逝世1582年）

- 5月6日——才祿二世，教皇（逝世1555年）
- 9月24日——杰罗姆·卡当，意大利数学家（逝世1576年）
- 5月16日——安妮·博林，英国王后（逝世1536年）

## 逝世
- 3月1日——艾里谢尔·纳瓦依，中亚哲学家、启蒙运动家和诗人（出生1441年）